# Stix Hooper
Stix Hooper, (Houston, 1938. augusztus 15. –) amerikai dzsesszdobos, a The Crusaders alapító tagja.

## Pályafutása
Stix Hooper már korán kezdett érdeklődni általában a zene, lkülönösen a dobok, az ütőhangszerek iránt. Középiskolás korában ideje nagy részét a zene tanulmányozásának szentelte. Még a houstoni Wheatley High School diákja volt, amikor megalapította a Swingsters zenekart, majd a Modern Jazz Sextetet.
A Texas Southern University Szimfonikus Zenekarának tagjaitól és más helyi hivatásos zenészektől tanult. Miután a nyugati partra költözött, a Los Angeles-i Kaliforniai Állami Egyetemen tanult.
Az 1950-es években társaival létrehozta a The Crusaderst.
Dolgozott Arthur Fiedlerrel, George Shearinggel, B.B. Kinggel, Grant Greennel, Grover Washington, Jr.-ral, Quincy Jonesszal, Marvin Gaye-el, Nancy Wilsonnal, a Royal Filharmonikus Zenekarral és a Rolling Stones-szal. A National Academy of Recording Arts and Sciences országos alelnöke és a Los Angeles-i részlegének elnöke volt.

## Albumok

### The Crusaders
- Freedom Sound (1961)
- Lookin' Ahead (1962)
- The Jazz Crusaders at the Lighthouse (1962)
- Tough Talk (1963)
- Heat Wave (1963)
- Jazz Waltz (1963) with Les McCann
- Stretchin' Out (1964)
- The Thing (1965)
- Chile Con Soul (1965)
- Live at the Lighthouse '66 (1966)
- Talk That Talk (1966)
- The Festival Album (1966)
- Uh Huh (1967)
- Lighthouse '68 (1968)
- Powerhouse (1969)
- Lighthouse '69 (1969)
- Give Peace a Chance (1970)
- Old Socks New Shoes – New Socks Old Shoes (1970)
- Pass the Plate (1971)
- Hollywood (MoWest, 1972)
- Crusaders 1 (1972)
- The 2nd Crusade (1973)
- Unsung Heroes (1973)
- Scratch (1974)
- Southern Comfort (1974)
- Chain Reaction (1975)
- Those Southern Knights (1976)
- Free as the Wind (1977)
- Images (1978)
- Street Life (1979)
- Rhapsody and Blues (1980)
- Standing Tall (1981)
- Royal Jam (1982)
- Rural Renewal (2003)

### Zenekarvezető
- The World Within (1979)
- Touch the Feeling (1982)
- Lay it on the Line (1989)
- Many Hats (2010)
- Jazz Gems (2010)
- Mainstream Straight-Ahead (2010)
- Live in L.A. (2015)
- We Went West (2015)
- Friends Across the Pond (2016)
- Orchestrally Speaking (2022)

## Fordítás
Ez a szócikk részben vagy egészben  a   Stix Hooper című angol Wikipédia-szócikk ezen változatának fordításán alapul.  Az eredeti cikk szerkesztőit annak laptörténete sorolja fel. Ez a jelzés csupán a megfogalmazás eredetét és a szerzői jogokat jelzi, nem szolgál a cikkben szereplő információk forrásmegjelöléseként.